# 曹元忠 (資政院)
曹元忠（1865年—1923年）字夔一（又作揆一），號君直，别號瓿雲、浚波。江蘇吴縣人。清末学者、官员。堂兄曹元恒、曹福元，堂弟曹元弼。

## 生平
光绪二十年（1894）科举人，后任學部画書館、禮學館纂修。工诗词，富藏书，通目录学和校勘学，官内阁侍读、资政院议员，有现代版《曹元忠著作集》全5卷。曾师从光緒六年（1880年）庚辰科进士宗室溥良。

## 家庭
- 父举人曹毓秀（字實甫）。
- 堂兄名医曹元恒、光绪九年进士曹福元、光绪二十一年进士曹元弼。
- 女儿曹氏，嫁楊懿涑（父内务府正黄旗汉军、光绪十五年己丑（1889）科進士楊鍾羲）。

## 著作
- 《箋經室遺集》